# Global Environmental Citizen Award
Der Global Environmental Citizen Award ist ein Umweltpreis der Harvard-Medical-School-Center for Health and the Global Environment. Er wird jährlich an Personen vergeben, die sich für den Umweltschutz engagiert haben.

## Liste der Preisträger
- 2001: Edward O. Wilson
- 2002: Harrison Ford
- 2003: Jane Goodall
- 2004: Bill Moyers
- 2005: Al Gore
- 2006: Charles, Prince of Wales
- 2008: Kofi Annan und Alice Waters
- 2009: Nūr von Jordanien und Edward Norton
- 2010: John Kerry und Teresa Heinz
- 2011: Gisele Bündchen
- 2012: Alec Baldwin
- 2013: Barbara Kingsolver